# 马恩河畔萨西
马恩河畔萨西（法語：Saâcy-sur-Marne，法語發音：[sasi syʁ maʁn] ⓘ）是法国塞纳-马恩省的一个市镇，属于莫城区。

## 地理
马恩河畔萨西（48°57'46"N, 3°12'42"E）面积13.8 平方千米，位于法国法蘭西島大區塞纳-马恩省，该省份为法国北部内陆省份，北起瓦兹省，西接埃松省、马恩河谷省、塞纳-圣但尼省和瓦兹河谷省，南至卢瓦雷省，东南接约讷省，东临马恩省和奥布省，东北接埃纳省。
与马恩河畔萨西接壤的市镇（或旧市镇、城区）包括：比西耶尔、锡特里、茹阿爾、吕藏西、马恩河畔梅里、马恩河畔楠特伊、布里地区勒伊、莫蘭河畔聖西爾。
马恩河畔萨西的时区为UTC+01:00、UTC+02:00（夏令时）。

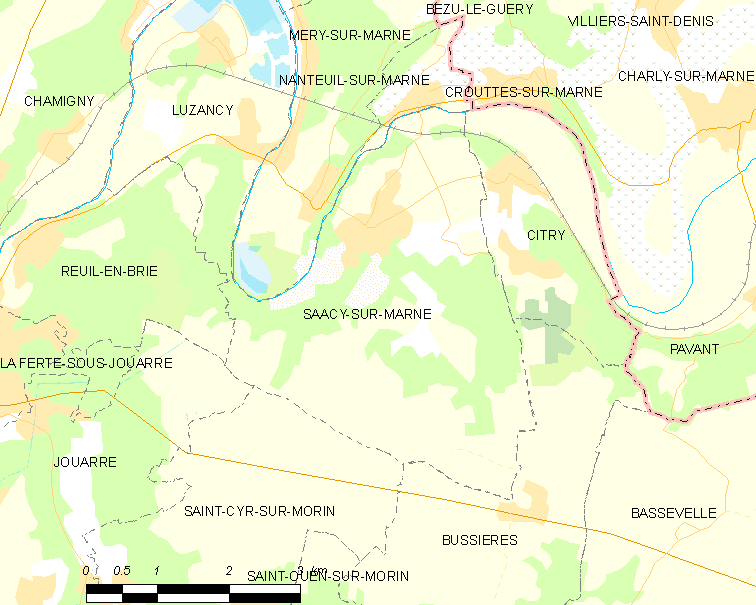
马恩河畔萨西的OSM定位图

## 行政
马恩河畔萨西的邮政编码为77730，INSEE市镇编码为77397。

## 政治
马恩河畔萨西所属的省级选区为拉费泰苏茹阿尔县。

## 人口

1962-2008年间马恩河畔萨西人口变化图示

马恩河畔萨西于2022年1月1日时的人口数量为1869人。